# アラジン (バレエ)
『アラジン』（Aladdin）は、2008年11月に初演された全3幕10場のバレエ作品である。振付はデヴィッド・ビントレー、音楽はカール・デイヴィスによる。ビントレーが新国立劇場バレエ団のために創作したオリジナル作品であり、好評を得て同バレエ団のレパートリーとして定着した。日本国外でもバーミンガム・ロイヤル・バレエ団（2013年）、ヒューストン・バレエ団（2014年）がレパートリーに加えている。

## 製作の経過
『アラジン」は、平成20年度(第63回)文化庁芸術祭主催公演および新国立劇場2008/2009シーズンバレエの開幕作品として2008年11月15日に世界初演された。この作品は、2010年から2014年まで新国立劇場バレエ団の芸術監督を務めたデヴィッド・ビントレーによる同バレエ団のオリジナル作品である。ビントレーは同バレエ団芸術監督就任前に芸術参与の任を務めていた経緯があり、そのときにこの作品を作り上げた。
ビントレー作品が同バレエ団のレパートリー入りを果たしたのは、牧阿佐美が舞踊芸術監督を務めていた時期である。同バレエ団は2005年、ビントレーが1995年に振り付けた『カルミナ・ブラーナ』を上演し、高い評価を得た。
ビントレーは『カルミナ・ブラーナ』に続く新国立劇場での次回作の構想に着手した。それと同時期に、バーミンガム・ロイヤル・バレエ団でもカール・デイヴィス作曲の『シラノ』の製作を手掛けていた。製作中、デイヴィスがスコティッシュ・バレエ団のために書きおろしていたオリジナルのバレエ音楽『アラジン』の音源を渡してきた。
当初のビントレーは全く関心を持たず、デイヴィスから渡された音源を聞かずに放置していた。ある日、バレエ団のツアー中に車で長時間の移動をすることになり、ビントレーは音源を聞く気になった。音源を聞いたビントレーはすぐに魅了され、新国立劇場での次回作にみずからが新創作する全幕バレエ『アラジン』を選んだ。
ビントレーは『アラビアン・ナイト』を読み直して構想を練り上げ、ディック・バード（美術）、スー・ブレイン（衣装）、マーク・ジョナサン（照明）など国際的な知名度を持つスタッフたちを集結させた。ビントレーは初演時のプログラムで「私とデザイナ―たちは、古代ペルシアの現実と想像上の双方の美によって息を吹き込まれた世界を創出しようと、（中略）新鮮で驚きのあるアプローチを生み出そうとしてきました」と創作の意図について述べている。
同じく初演時のプログラムにおいて、『アラジン』」の原作についてビントレーは「「素晴らしい物語」だと思うのは「権力・富と愛についての物語だからです」と評した。ビントレーの考えではこの2つのことがらは両立し得ず、ゆえに「権力を望み人心を操る」マグリブ人と「貧しくも愛の大切さを知っていく」アラジンは対照的である。彼はアラジンの物語に「成長物語」の側面を見い出した。「それがおとぎ話であろうが、歴史上の話であろうが、その物語に根本的な真実があることが私にとって最も重要なことなのです。まさにそれは、踊り以外の方法では表現できない何か…なのですから」と続けている。
ビントレーは初演前に開催されたトークイベントにおいて「私は作品を振付けるとき、すべてを作りあげてしまうのではなく、ダンサーと一緒に作っていきます。作り上げた役の中に、ダンサーを当てはめるということは一切しません」と述べた。ダンサーたちには常に自分を前面に出すことを求め、それぞれの資質を生かして踊り演じ、キャラクター、そして作品を深め磨き上げていくのがビントレーの手法であった。初演時にアラジン役として選ばれた体格もコンディションも異なるダンサー（山本隆之、八幡顕光、芳賀望）と同時に彼らにふさわしいプリンセス役のダンサー（本島美和、小野絢子、湯川麻美子）を配役したのは、「カップルとしてちょうどよい、この二人はうまくいくな、という確信がなくてはいけなかった」からだという。
『アラジン』は2008年11月に新国立劇場バレエ団で初演された。芸術性と大衆性を両立させたこの作品は、観客の支持を得て「記念碑的」と形容されるほどの成功を収めた。その後、2011年、2016年、2019年、2024年にも再演されている。とりわけ、2011年5月の上演は同年3月の東日本大震災の影響で直後に予定されていた「ダイナミック・ダンス！」公演が中止を余儀なくされるなどの暗いムードを吹き飛ばすほどの快演と評価された。『アラジン』は新国立劇場バレエ団以外でもバーミンガム・ロイヤル・バレエ団（2013年）、ヒューストン・バレエ団（2014年）がレパートリーに加えている。

## 音楽
作曲を担当したカール・デイヴィスは、映画・テレビ・舞台音楽の大家として知られる人物である。彼の手になる『アラジン』の音楽は、ユーモアと色彩が随所に散りばめられた映画音楽的な作品で、中国からモロッコ、そして他の地域の要素を幅広く取り入れている。彼は太鼓（ライオン・ダンスやドラゴン・ダンス）、5音音階の旋律（東アジア）、北アフリカのリズムなどを用いて『アラジン』の世界を描写した。
もともとこの音楽は、デイヴィスがスコティッシュ・バレエ団のために書きおろしていたものである。スコティッシュ・バレエ団版『アラジン』は、ロバート・コーハン (en) の振付によって2000年に初演されている。スコティッシュ・バレエ団での上演は大成功を収めるところまではいかなかったものの、デイヴィスはこの曲に誇りを持っていた。
ビントレー自身は、デイヴィスの曲を聞くまではアラジンにまったく興味がなかったことを認めている。彼はこの曲を「素晴らしいメロディーに満ちていて、時代や雰囲気を捉える才能に恵まれている」と評した。デイヴィスのオリジナル版では、ペルシャ、中国、そしてモロッコの3地域を示唆しているが、あからさまにエキゾチックな要素はみられない。デイヴィスは「ライオン・ダンスやドラゴン・ダンスなど中国の伝統的な要素を取り入れようとしました。しかし、例えば5音音階では、それだけは限界があります。ストーリーテリングについては、私自身のやり方でやっています」と述べている。
ビントレーとの協同作業にあたって、デイヴィスは主に第2幕の音楽に手を加えた。デイヴィスはコーハンとビントレーの振付方法などを比較して、マーサ・グレアムの影響を受けていた前者に比べ、後者の方がよりバレエの振付語彙を多用していることに言及した。デイヴィスはビントレーが創り上げた作品を見て大いに興奮した。「デヴィッドが私の音楽で何を成し遂げたを見るのは素晴らしい経験でした。（中略）なぜなら、私の音楽が何かにインスピレーションを与えるだろうと想像しますが、振付家はほとんどの場合違う考えを持っているからです」
デイヴィスはフィナーレのオーケストレーションなどにさらなる変更を加えた。このヴァージョンには賛否両論があり、ガーディアン紙の評論家ジュディス・マックレルに至っては「本格的なダンスの創意工夫を刺激するようなリズムの多様性に欠けているため、振付の障害になっている」とまで記述していた。
このような批評にデイヴィスは当然ながら多少傷ついてはいるが、おおむね受け容れている。デイヴィスは『アラジン』について「私に対する評価は賛否両論だと思います」としながらも、ビントレーの振付については「デヴィッドの作品をとても尊敬していますし、この作品で彼は素晴らしいことを成し遂げたと思います」と称賛した。
ビントレーは率直に「全くのナンセンスだ」と述べ、「私は1982年以来、自分の作品に関するレビューを読んでいない。それがまさに理由です。私は『アラジン』の音楽に圧倒されたし、そこには私がこれまで手掛けてきたどの作品よりも多くの振付があるからです」と述べた。
『アラジン』は、デイヴィス自身の指揮でマレーシア・フィルハーモニー管弦楽団が2005年10月に演奏したものがCD化されている。デイヴィスがビントレーに渡した音源は、このときのものである。

## あらすじ
プロローグ
舞台上に邪悪な魔術師マグリブ人が登場する。彼は手の届かないところに存在する古ぼけたランプを物欲しげに凝視している。
第1幕1場昔むかしのアラビアの市場
市場の賑わいの中にアラジンが現れる。やんちゃでいたずら好きな彼はいつも問題を起こしているため、宮殿の警備隊に捕縛されてしまう。マグリブ人は魔法でアラジンの窮地を救い、「自分の仕事を手伝わないか」と誘いかける。財宝に眼がくらんだアラジンはその誘いを受け入れる。
第1幕2場砂漠への旅
アラジンとマグリブ人は強い風に運ばれて砂漠にたどり着く。マグリブ人は自分がなくしたランプを洞窟の中へ取りに行くようにと命ずる。恐れをなして逃げようとするアラジンをマグリブ人は押しとどめ、絶世の美女の幻影を魔法で呼び出し、洞窟の財宝があればあの美女を自分のものにすることが叶うと告げる。
第1幕3場財宝の洞窟
洞窟に下りたアラジンは、そこにさまざまな宝石の山を認める。彼は大喜びでポケットに宝石を詰め込むものの、マグリブ人の言いつけを思い出して古ぼけたランプを探し出す。マグリブ人は洞窟から出ようとするアラジンを押しとどめ、「まず、ランプをよこせ」と命ずる。アラジンが抵抗すると、マグリブ人は立腹して出口の扉を閉めてしまう。アラジンはやむなく闇の中で出口を探すが見つけることができない。そのとき、アラジンはランプの存在を思い出す。
第1幕4場アラジンの家
アラジンの母はなかなか戻っていない息子のことを心配している。そこにアラジンが現れ、今までの冒険について打ち明けるが母はなかなか信じようとしない。そこでアラジンがランプをこすって見せると、ランプの精ジーンが洞窟の財宝を伴って登場する。
第1幕5場王宮の外
市場の方からサルタンの娘、プリンセス・バドル・アドブダル (en) が宮殿内の浴場に輿で向かっていることを知らせるファンファーレが聞こえる。高貴な身分であるプリンセスの姿を見ることは禁じられているため、人々はひざまずいて目をつぶっている。アラジンのみがこっそりと垣間見たところ、プリンセスこそが幻影で見た美女であることに気づく。
第2幕1場浴場
プリンセスに一目惚れしたアラジンは、捕まれば死刑になるとわかっていながらも、彼女が身を清めている浴場に忍び込む。プリンセスはアラジンの存在に気づき、彼の大胆さに心惹かれる。しかし宮殿の警備隊が駆けつけ、アラジンを捕縛する。
第2幕2場宮廷
アラジンはプリンセスを覗き見た罪で宮廷に設けられた法廷に引き出される。プリンセスは慈悲を願うが、即刻死刑の宣告がなされる。傍聴席にいたアラジンの母が進み出て許しを請い、隙を見てアラジンにランプを渡す。そしてランプの精ジーンが法廷に現れて大混乱を引き起こす。その騒ぎが沈静化すると立派な身なりに変じたアラジンが大勢の奴隷を従えてサルタンの前に立っている。奴隷たちはたくさんの財宝をサルタンに献上し、サルタンは大いに喜んでアラジンをプリンセスにふさわしい若者と認める。2人の結婚式は盛大に行われ、たくさんの人々が祝福するが首相（正体はマグリブ人）のみは祝宴に参加しない。マグリブ人はアラジンがランプの精ジーンの主人になっていることに気づき、ランプを手中にする策を考え始める。
第3幕1場王宮の一室
アラジンとプリンセスは夫婦となり、王宮で新婚生活を始める。2人がチェスを楽しんでいるところにアラジンの友人たちが訪れる。アラジンは誘いに応じて彼らと狩りに出かけ、プリンセスが一人残される。そこへ物乞いに身をやつしたマグリブ人が「古いランプを新しいランプと交換します」と呼びかけるのを聞き、ランプを渡してしまう。マグリブ人は正体を現し、ランプの精ジーンに自らとプリンセスをモロッコにあるハーレムに連れて行くように命ずる。
第3幕2場魔術師マグリブ人のハーレム
ハーレムに幽閉されたプリンセスは自分の運命を嘆き、自決しようとする。そのときアラジンが彼女のもとにたどり着き、持参の眠り薬を彼女に渡してマグリブ人に飲ませるようにと告げ、姿を隠す。マグリブ人が戻ってくると、プリンセスは踊りを披露してのどの渇きを訴え、マグリブ人は2人分の酒を用意する。隠れていた場所からアラジンが現れてマグリブ人の気を逸らしている間に、プリンセスは眠り薬をマグリブ人の酒に注ぐ。酒を飲み干した後、体の異変に気づいたマグリブ人はランプの精ジーンを呼びだそうとするが、アラジンがそれを妨げ、マグリブ人を打ち負かす。
魔法の絨毯に乗って
ジーンはアラジンとプリンセスのために魔法の絨毯を用意し、2人はそれに乗って故郷を目指す。
第3幕3場アラジン国へ帰る
アラジンとプリンセスは故郷への帰還を果たし、家族と再会する。試練を経て真実の愛に目覚め、人間としても大きく成長したアラジンは、プリンセスを2度と1人にしないと誓いを立てる。そしてアラジンはジーンを解放し、ジーンはその計らいに感謝しつつ彼方へと飛び去って行く。冒険を終えたアラジンとプリンセスは、国民たちから歓喜と祝福をもって迎えられる。

## 登場人物
- アラジン：やんちゃで好奇心が強く勇気もある若者。プリンセスやジーンとの出会いやさまざまな試練によって、人間として大きく成長し、真実の愛を知る[1][5]。
- プリンセス：名はバドル・アドブダル（アラビア語： بدر البدور ）。その名は「満月の中の満月」を意味する[1]。退屈な日々に倦んでいた彼女は、アラジンの大胆さに魅せられて恋に落ちる[1]。
- ランプの精ジーン：古ぼけたランプの中に閉じ込められていた魔神。強大な魔力を持つが、ランプの持ち主には逆らえない[1]。
- マグリブ人：邪悪な気質の魔術師で、ランプの精ジーンを手に入れようとさまざまな策を巡らせる[1]。
- サルタン：プリンセスの父で帝国の支配者[1]。
- アラジンの母：女手一つでアラジンを育て上げた[5][13]。なお、アラジンと母は中国からの移住者という設定である[6]。
- その他：アラジンの友人たち、金・銀・宝石たち、商人たち、王宮の人々、砂漠の風など[1][14]。

## 評価
製作の経過で既に述べたとおり、芸術性と大衆性を両立させたこの作品は、幅広い世代の観客から支持を得て「記念碑的」と形容されるほどの成功を収めている。スムーズな舞台転換に代表されるテンポが良いうえに空飛ぶじゅうたんやランプの精の登場シーンなど見どころを多く取り入れた演出や、バラエティーに富んだ踊りの数々、さらにカール・ディヴィスによる壮大にしてしかも親しみやすさをもつ音楽などが好評を得た。
タイトル・ロールのアラジンやランプの精ジーンなど、男性の活躍と見せ場が多い作品である。アラジンは全編を通してほぼ出ずっぱりで、ストーリーの節目に置かれたプリンセスとの3つのパ・ド・ドゥを含めてよく踊り動き回る。ジーンはスモークの中から宙吊りで登場し、鋭い回転や大きなジャンプなどで観客にアピールする。
それ以外にも第1幕2場（砂漠への旅）で「砂漠の風」を表現するコール・ド・バレエ、第1幕3場（財宝の洞窟）でのデュエット、トリオ、カルテット、群舞など目まぐるしく変容していく宝石たちのディヴェルティスマンなど、クラシック・バレエの舞踊技巧を生かした踊りも好評で迎えられた。
『アラジン』初演時から同作品に出演していたバレエダンサー・振付家の福田圭吾は、ビントレーの振付について「とにかくパが音楽的。本当に、音符の一つひとつに振りが入っているような感じがします。（中略）あとは、デヴィッドのボキャブラリーの幅広さですね。１音も漏らさないくらい緻密に振付けながら、そのステップでホロリとさせたり、クスッと笑わせてくれたり。音楽的に作られたステップでしっかりとストーリーを語らせるところが、本当に巧いなと思います」と評している。
ビントレーは『アラジン』の後、『パゴダの王子』（2012年）を新国立劇場バレエ団のために振り付けた。舞踊評論家の高橋森彦は、この2作を含むビントレーと同バレエ団との関係を「血の通った協同作業」と評し、「新国立劇場バレエ団の底力は飛躍的に向上した」と称賛した。

## 映像化
『アラジン』は、 新国立劇場バレエ団オフィシャルDVDとして、2011年5月収録の映像が発売されている。タイトル・ロールのアラジンは八幡顕光、プリンセスは小野絢子という配役で、2人にとって『アラジン」は主役デビューを果たした演目であった。
新国立劇場は、2023/2024シーズンバレエ『アラジン』の公演映像を2024年9月20日の深夜から6か月間、OperaVisionおよび新国デジタルシアターにて無料公開することを発表した。映像の収録日は同年6月23日公演分で、キャストはアラジンに福岡雄大、プリンセスは小野絢子、魔術師マグリブ人に中家正博、ランプの精ジーンは渡邊峻郁である。上演時間は約2時間で、メイキング映像や撮り下ろしインタビューも特典映像として配信される。